# Дистанционно обучение
Дистанционно обучение (също онлайн обучение и онлайн образование) е област от образованието, която се фокусира върху дизайна педагогически, технологични и индустриални системи, които имат за цел да предоставят обучение на участниците, които не са физически на определено място. Вместо да присъстват на очни занятия, учители и ученици комуникират по време, удобно за тях чрез хартиени или електронни носители, или чрез технология, която им позволява да общуват в реално време. Дистанционно обучаващи курсове, които по някаква причина изискват очно присъствие (било то за полагането на изпити) се смятат за хибридни.
Модерните примери включват Кан академията, Корсера и Дуолинго.
Виртуалното обучение дава възможност за справяне с проблема с информационното пренасищане; то е насочено към отстраняване на ненужните и синтезиране на най-важните елементи, които изграждат една познавателна среда. При виртуалното обучение, използващо съвременните информационни и комуникационни технологии с компютърното обучение, връзката не е стандартна („обучаем – преподавател“), а „обучаем – система – преподавател“. Двупосочността на връзката се запазва в общия случай. Уеб базираното виртуално обучение осигурява на обучаемите, които го използват, една нова възможност за обучение, при която не се изисква те да бъдат по едно и също време на едно и също място с преподавателите. Всичко необходимо за обучаемия при провеждането на дейностите, свързани с уеб базирано виртуално обучение, се свежда до наличието на компютър, уеб браузър и интернет връзка.[източник? (Поискан днес)]
Виртуалното обучение се използва в днешно време във все повече фирми и обучителни центрове като предимството е, че обучаващите се ще имат онлайн обучение и ще могат да разпределят времето си както намерят за добре. По цял свят онлайн обучението се развива в непрекъснати темпове и се изграждат платформи за онлайн тестове, курсове, онлайн материали и много други. В България също има много вазможности за обучение за професионални и езикови курсове, които предлагат различни центрове за професионално обучение, фирми за езикови курсове или други.[източник? (Поискан днес)]

## Дефиниция
Най-общо дистанционното обучение може да се опише като обучение, при което учащите се намират на различно място от това на преподавателя и осъществяват връзка помежду си чрез компютър или други комуникационни средства. Ето някои дефиниции за този начин на обучение:
„Дистанционното обучение представлява напътствия посредством печатни или електронни медии към човек, който се обучава на различно място и време от това на преподавателите или другите обучаващи се“ (Hill, 1997).
”Дистанционно обучение имаме когато преподавателят и обучаващите се са отделени физически и когато технологиите (звук, картина, печатни средства и др.), често пъти в съчетание с директно общуване, се използват за осъществяване на връзка между двете страни“
Ръководство:
(Willis & Dickinson, 1997).
Дистанционната форма на обучение е организация на учебния процес, при която ученикът и преподавателят са разделени по местоположение, но не непременно и по време, като създадената дистанция се компенсира с технологични средства: аудио, видео, компютърни и комуникационни технологии и средства.
Mielke (1999) дефинира дистанционното обучение като „метод на обучение, при който учащият физически е отделен от преподавателя и учебното заведение.“ Този метод може да се прилага самостоятелно или в комбинация с други форми на обучение, включително традиционния начин на обучение „лице в лице“ (face-to-face instruction). При всяко дистанционно обучение е необходимо да има преподавател, един или повече учащи и учебен курс или програма, която преподавателят да преподава на учащите. При дистанционното обучение, както и при традиционното, се изисква учащите да бъдат изпитвани, оценявани, да им се дава помощ, където е необходимо и да бъдат подготвяни за изпити. За тази цел е необходимо да има двупосочна комуникация. Ученето може да бъде индивидуално или групово, като и в двата случая то може да става без физическото присъствие на преподавателя. Учебният материал трябва да бъде структуриран в такава форма, че да позволява ученето от разстояние.

## История
Най-ранните сведения за дистанционното обучение в Америка могат да бъдат датирани към 1728 година, когато реклама в „Boston Gazette“ е търсела ученици за уроци, които да бъдат изпращани ежеседмично. Модерното дистанционно обучение е известно още от Исак Питман, който преподавал през 40-те години на 19 век във Великобритания чрез кореспонденция. Развитието на пощенските услуги през 19 век довело до платените учебни заведения, използващи кореспонденция достигаща до цялата нация.
За първи път методите на дистанционното обучение се прилагат във висшето образование в Университета в Южна Африка през 1946 г. По-късно през 1969 г. Британския Отворен Университет определя модела на интегриране на педагогичните методи и мултимедийни технологии в дистанционното обучение. Исторически погледнато, предшественикът на дистанционното обучение, осъществявано чрез някаква технология, e обучението чрез кореспонденция (corespondence learning), което започва в Европа и Съединените американски щати в средата на 19 век. То е замислено като обучение за онези, които не посещават класните стаи, и използва пощата като средство за доставяне на учебните материали. В началото на 20 век телевизията започва да играе важна роля за осъществяване на дистанционни курсове на обучение. По-късно дистанционното обучение, базирано на кореспондеция по пощата и телевизионни курсове, се сблъсква със сериозната конкуренция на новите информационни системи и комуникационни технологии. Най-забележителната от тези нови технологии е Интернет, която се оказва едно революционно средство за развитието на дистанционното обучение.

## Критерии характеризиращи дистанционното обучение
Според един от пионерите в областта на технологично асистираното дистанционното обучение Бйорге Холмберг (Börje Holmberg), едно от най-ясните и изчерпателни описания на характеристиките на дистанционното обучение е направено от Дезмънд Киигън , който изброява следните критерии:
- Разграничението и комбинациите за време и място на преподавателя и обучаемия почти през целия процес на обучение (това отличава ДО от традиционното обучение лице в лице (face-to-face instruction).
- Участието на дадена образователна организация в процеса на планиране и подготовка на материалите за обучение, обуславя вида на обучението чрез традициите на националната или чуждестранна образователна организация, както и в предоставянето на услугите, подпомагащи обучаемия (това разграничава ДО от обучението посредством частни уроци и традиционните програми за самообучение (teach-yourself programs).
- Използването на технически средства, като основните печатни материали, аудио записи, видео записи или компютърни – за осъществяването на връзка между преподавателя и обучаемия и за представяне на учебното съдържание.
- Осигуряването на двупосочна или многопосочна връзка, от която обучаемия да може да се възползва максимално и дори да има възможност да постави началото на диалог с преподавателя (това отличава ДО от другите начини за употреба на технологиите в образованието).
- Почти постоянната липса в някои случаи на оформени групи от обучаеми в продължение на процеса на обучение, т.е. за всеки от обучаемите обучението се осъществява индивидуално, а не в групи, като има възможност за провеждане на специално определени срещи с дидактични и социализиращи цели.

Според Холмберг в днешно време последният критерий вече не е напълно валиден, тъй като групите от обучаеми могат да общуват помежду си, независимо от тяхното географското положение. Това може да стане чрез аудио и видео телеконференции, форуми, табла за съобщения, електронна поща и т.н.

## Използвани технологии
Видовете на наличните технологии, използвани в технологично асистираното дистанционно обучение, са разделени в две основни групи: синхронни и асинхронни. Синхронните технологии са в режим на онлайн доставка, при който всички участници са онлайн по същото време. Изисква график да бъдат организирани. Асинхронни технологии са в режим на онлайн доставка, където участниците използват курсовите материали по техен собствен график. Студентите не са задължени да бъдат заедно по едно и също време.

### Комуникационни, мрежови и онлайн технологии
- Телефон, мобилен телефон и смартфон
- Аудио и видеоконференции, уеб-конферентна връзка (управление на екрана)

Управлението на екрана може да бъде от страна на обучаващия (професора) или (и) от страна на обучаемия (студента). При това се преодоляват някой от недостатъците на дистанционното обучение

### Радио и телевизия
При радио и телевизията, и обучението базирано на тях също може да има синхронни или асинхронни форми, като ползването на записи при телевизионното излъчване или пряките радио-предавания, например.

### Учебни асинхронни технологии
- Комуникации: електронна поща, учебни и научно-университетски форуми
- Традиционни материали: печатни материали,
- Класически технологии: аудиокасети (не са в употреба)
- Допълнителни: Гласова поща /факс
- Несинхронно видео без видеоконферентна връзка

Има и системи за мениджмънт на обучението или управление на учебното съдържанието, които могат да се използват и за двата синхронни и асинхронни видове обучение. Те не са толкова инструмент за обучение, колкото такъв за по-добро мениджмънт на програмната средата за обучение.
- Онлайн алтернативни платформи, примерно Кан акдемията, Корсера или Дуолинго

## Видове курсове за дистанционно обучение
- Кореспонденция, провеждани чрез обикновена поща
- Интернет провеждани – synchronously или asynchronously
- Излъчвани – в които съдържанието е представено чрез радио или телевизор
- CD-ROM, в който студентът да взаимодейства с компютърното съдържание, съхранявано на CD-ROM
- PocketPC / GSM за обучение, където има достъп до съдържанието на курса, съхранявано на мобилното устройство или чрез безжичен сървър.

Дистанционно обучение е преминала през четири до пет „поколения“ на технологии в своята история. Това са печатни, аудио и видео излъчване, аудио / видео телеконферентна връзка, компютърно подпомагани обучение, електронно обучение / онлайн-обучение, компютърно излъчване / webcasting и др., но радиото остава много жизнена форма, особено в развиващите се страни, поради своя обхват. Австралийски деца от най-отдалечените райони участват в „Училището на ефира“ от 1940 година, чрез на използване 2 посочно радио. В Индия каналът за честотна модулация е много популярен и се използва от университетите, за да излъчват образователни програми от области като образованието на учителите, за развитие на селските райони, програмите за земеделските производители в областта на селското стопанство, науката образование, литература, масова комуникация, в допълнение към традиционните курсове по либерални изкуства, наука и бизнес администрация. Нарастващата популярност на MP3 плеъри, PDA и SmartPhone апарати предостави допълнителен носител за разпространение на съдържанието за дистанционното обучение, а някои професори сега позволяват на студентите да слушат или дори гледат видео на курса като podcast. Някои колежи са работили с американските военни да разпространявате съдържанието на целия курс на PDA, за да разгърнатия персонал.

### Във висшето образование
Дистанционно обучение (също кореспондентни курсове) позволява развиване на знания умения чрез работа с отдалечен на разстояние преподавател и(ли) софтуер. Преподавателят може да е в чужбина (на английски: tutor).
Дистанционното обучение като българска университетска система, която се фокусира върху педагогическия дизайн, в някои отношения технологични аспекти и чрез състуденстки групи с включване на индустриални системи, които имат за цел да предоставят обучение на участниците, които не са физически присъствени през част от учебното време на лекционното място, но са отдалечени от него и желаят да се включат в учебния процес[ неясно? ]

## Оценяване
Дистанционното образование отдавна има проблеми с оценяването. Доставката на тестови материали е доста ясена процедура, която гарантира че информацията е на разположение на студентите и той или тя могат да я прочетат в свободното си време. Проблемът възниква, когато студентът е длъжен да изпълнява задачи и тестове. Онлайн курсовете имат трудности при контрола за измами върху викторини, тестове, изпити именно поради липсата на учителски контрол. В класната стая учител може да наблюдава студентите и визуално да поддържа ниво на почтеност в съответствие с репутацията на институцията. Въпреки това, с дистанционното обучение на студентите могат да бъдат напълно освободени от контрол. Някои училища изискват от студентите да вземат изпити в контролирана среда.
Заданията се приспособяват като стават по-големи и по-задълбочени, така че да тестват за знания като принуждават студентите да проучат въпроса и докажат, че са свършили работата. Викторините са популярна форма на тестване на знания и много курсове разчитат на студента да не мами. Дори ако студентът проверява отговори на въпроси в учебник или онлайн, може да бъде ограничено времето или точките от теста може да са толкова малко в сравнения с общите за курса, че трудът да не си заслужава. По-големи и важни изпити и тестове се контролират по-трудно.
- Управление на екрана

## Предизвикателства
Някои от недостатъците са често технологии, които не са достатъчни за дистанционно обучение, които не са достатъчно добри или адаптирани, комуникативни проблеми, политически проблеми като размирици, диктатури, политически промени.  as well as students' programme costs, adequate contact with teachers and support services, and a need for more experience[ неясно? ].
Един от основните недостатъци на уеб базираното виртуално обучение, особено в страните, в които секторът на информационните технологии не е достатъчно добре развит, е нуждата от подготвени специалисти, които да извършват дейностите по неговото организиране и провеждане, както и от техническо оборудване, което да осигури възможността за провеждането на уеб базирано виртуално обучение. Друг основен недостатък на уеб базираното виртуално обучение е липсата на пряк контакт с обучаващия, поради което съществува възможност да се получи неразбиране или неправилно разбиране на учебното съдържание. За да не се стига до подобна ситуация, се прилагат разнообразни методи за електронна комуникация.[източник? (Поискан днес)]